# バオシン・ダグラワイ
バオシン・ダグラワイ（中国語: 宝昕‧達古拉外、英語: Bao Xin Da Gu La Wai、2006年2月14日 - ）は、台湾の男子バドミントン選手。

## 経歴
同い年の蔡政穎とペアを組む。
2024年の高雄マスターズでは、盧敬堯とペアを組み出場した。